# Narain Karthikeyan
Kumar Ram Narain Karthikeyan (Madras (India), 14 januari 1977) is een voormalig Formule 1-coureur bij het HRT F1 Team. Men zegt ook weleens dat hij de "snelste Indiër in de wereld" is, en hij heeft een aantal reclamespots gedaan voor TATA & Bharat Petroleum. Narain Karthikeyan heeft in 2010 gereden voor PSV in de Superleague Formula.

## Vroege carrière
Karthikeyans interesse in de motorsport kwam voort uit het feit dat zijn vader een Nationaal Rally kampioen is van India.
In de eerste race die hij ooit deed eindigde hij op het podium. Hij ging daarna naar de Elf Winfield Racing School in Frankrijk, waar hij zijn talent liet zien door zich te kwalificeren voor de halve finale in de Pilote Elf Competitie voor Formula Renault autos in 1992. Hij keerde daarna terug naar India en reed in de Formule Maruti in 1993, en hij deed mee in de Formula Vauxhall Junior kampioenschap in Groot-Brittannië. In 1994 deed hij mee in de Formula Ford Zetec, als de tweede rijder voor Vector voor het Foundation Racing team. Het hoogtepunt was een podiumplaats in een supportrace voor de Portugese Grand Prix in Estoril. Hij deed ook mee aan de Britse Formula Ford Winter Series en hij werd de eerste Indiër die een kampioenschap won in Europa.
In 1995 deed hij voor het eerst mee aan de Formula Asia kampioenschap. In de vier races die hij reed behaalde hij onmiddellijk zijn strepen, en werd tweede in de race in Shah Alam in Maleisië. In 1996 deed hij een vol seizoen mee en werd de eerste Indiër en de eerste Aziaat die de Formula Asia International Series won. Hij verhuisde terug naar Groot-Brittannië om in 1997 mee te doen aan de Britse Formula Opel kampioenschappen, waarin hij als 6e eindigde in het algemeen klassement.
Narain maakte zijn debuut in de Britse Formule 3 met het Carlin Motorsport team. Hij deed mee in 10 rondes, en werd twee keer derde. Hij werd uiteindelijk 12e in het klassement. In 1999 deed hij opnieuw mee, en hij won twee keer een race en werd uiteindelijk 6e in een groep van 30 coureurs. Ook in 2000 deed hij weer mee aan het F3 kampioenschap, en hij eindigde als 4e. Hij won ook de internationale F3 race in Spa-Francorchamps en de Korean Super Prix.
In 2001 debuteerde hij in de Formule Nippon F3000 kampioenschappen, en eindigde het jaar als veertiende met 2 punten. Hij werd in dat jaar ook de eerste Indiër die ooit een F1 auto had gereden, toen hij testrit kreeg aangeboden voor het Jaguar Racing team in Silverstone op 14 juni. Hierna kreeg hij een testrit aangeboden in het Jordan-Honda racing team in september van dat jaar. In oktober testte hij opnieuw voor Jordan, en hij eindigde een halve seconde achter de tijd van de hoofdrijder van Jordan, Jean Alesi.
In 2002 ging hij naar de Nissan World Series met Team Tata RC Motorsport, waarbij hij het snelste niet-F1 rondje maakte in Interlagos, Brazilië. Daarna deed hij mee in de World Series met Nissan in 2003, waar hij twee races won en drie andere podiumplaatsen veroverde. Hij eindigde als vierde in het kampioenschap. Deze resultaten brachten hem opnieuw een testrit, dit keer met het Minardi team. Hij kreeg een positie aangeboden voor het nieuwe seizoen (2004), maar hij kreeg het niet voor elkaar het gevraagde bedrag aan sponsors bij elkaar te krijgen.
Hij deed opnieuw mee in de Nissan World Series in 2004, en won in Valencia, en op Magny-Cours in Frankrijk.

## Formule 1-carrière
Op 1 februari 2005 kondigde Karthikeyan aan een voorlopig contract te hebben getekend met het Jordan Formule 1 team en gaf aan hun hoofdrijder te worden in het nieuwe seizoen (2005), waardoor hij zijn ambitie, om de eerste Formule 1 coureur uit India te worden, zou volbrengen. Zijn partner was de Portugese coureur Tiago Monteiro.
In zijn eerste race, de Australische Grand Prix in 2005, behaalde hij een 12de startplaats, hoofdzakelijk te danken aan de wisselende weersomstandigheden. Hij was meer dan 3 seconden sneller dan zijn collega Monteiro. Na een slechte start waarbij hij terugviel naar een 18e plaats werd hij uiteindelijk 15de, twee rondes achter de winnaar Giancarlo Fisichella, en bijna een minuut voor Monteiro. In de Formule 1 race in Indianapolis in 2005 veroverde hij zijn eerste punten scorende finish in bijzondere omstandigheden waarbij alle teams op drie na zich uit de race terug hadden getrokken na onzekerheid omtrent de veiligheid van hun (Michelin)banden. Karthikeyan werd 4de in een groep van 6 overgebleven coureurs, en was alleen sneller dan de traditionele afsluiters Minardi. Dat waren Nederlander Christijan Albers en Oostenrijker Patrick Friesacher.
Op 27 november 2007 maakte het Formule 1-team Williams bekend dat Narain Williams het team zou verlaten. Narain Karthikeyan rijdt nu voor Team India in de A1 GP, en voor het racing team van PSV in de Superleague Formula.
Op 6 januari 2011 maakte Narain bekend dat hij in het Formule 1-seizoen 2011 opnieuw zou deelnemen, ditmaal voor het team van Hispania. Op 30 juni van dat jaar bevestigde het team dat vanaf de Grand Prix van Groot-Brittannië dat de Australiër Daniel Ricciardo in zijn plaats het seizoen mocht afmaken. Karthikeyan reed later dat jaar nog wel zijn eerste thuisrace.
| Jaar/Jaren    | Team   |
| ------------- | ------ |
| 2005          | Jordan |
| 2011 t/m 2012 | HRT    |

|                       | 2005 | 2011 | 2012 | Totaal |
| --------------------- | ---- | ---- | ---- | ------ |
| Aantal races          | 19   | 9    | 20   | 48     |
| Aantal zeges          | 0    | 0    | 0    | 0      |
| Aantal pole-positions | 0    | 0    | 0    | 0      |
| Aantal snelste ronden | 0    | 0    | 0    | 0      |
| Aantal podiumplaatsen | 0    | 0    | 0    | 0      |
| Aantal WK-punten      | 5    | 0    | 0    | 5      |
| Eindstand WK          | 18   | 26   | 24   |        |

### Totale Formule 1-resultaten
- Races vetgedrukt betekent polepositie, races cursief betekent snelste ronde

| Seizoen | Inschrijving            | Chassis       | Motor                  | 1       | 2      | 3      | 4      | 5      | 6      | 7      | 8      | 9      | 10     | 11     | 12     | 13     | 14     | 15     | 16     | 17     | 18     | 19     | 20     | Pos | Punten |
| ------- | ----------------------- | ------------- | ---------------------- | ------- | ------ | ------ | ------ | ------ | ------ | ------ | ------ | ------ | ------ | ------ | ------ | ------ | ------ | ------ | ------ | ------ | ------ | ------ | ------ | --- | ------ |
| 2005    | Jordan Grand Prix       | Jordan EJ15   | Toyota RVX-05 V10      | AUS 15  | MAL 11 | BHR NF | SMR 12 | ESP 13 | MON NF | EUR 16 | CAN NF | USA 4  | FRA 15 | GBR NF | GER 16 | HUN 12 | TUR 14 | ITA 20 |        |        |        |        |        | 18  | 5      |
| 2005    | Jordan Grand Prix       | Jordan EJ15B  | Toyota RVX-05 V10      |         |        |        |        |        |        |        |        |        |        |        |        |        |        |        | BEL 11 | JPN 15 | BRA 15 | CHN NF |        | 18  | 5      |
| 2011    | Hispania Racing F1 Team | Hispania F111 | Cosworth CA2011 2.4 V8 | AUS DNQ | MAL NF | CHN 23 | TUR 21 | ESP 21 | MON 17 | CAN 17 | EUR 24 | GBR    | GER TC | HUN    | BEL    | ITA    | SIN TC | JPN TC | KOR TC | IND 17 | ABU    | BRA    |        | 26  | 0      |
| 2012    | HRT F1 Team             | HRT F112      | Cosworth CA2012 2.4 V8 | AUS DNQ | MAL 22 | CHN 22 | BHR 21 | ESP NF | MON 15 | CAN NF | EUR 18 | GBR 21 | GER 23 | HUN NF | BEL NF | ITA 19 | SIN NF | JPN NF | KOR 20 | IND 21 | ABU NF | USA 22 | BRA 18 | 24  | 0      |